# Pyrenaria laotica
Pyrenaria laotica är en tvåhjärtbladig växtart som beskrevs av François Gagnepain. Pyrenaria laotica ingår i släktet Pyrenaria och familjen Theaceae. Inga underarter finns listade i Catalogue of Life.